# 莲花路 (合肥)
莲花路是安徽省合肥市西南城区的一条南北向主干道，得名自黄山主峰莲花峰。道路北起青翠路正接潜山路，经芙蓉路、繁华大道、丹霞路、锦绣大道、紫云路、汤口路、方兴大道、云谷路、珠江路和江淮大道后，于肥西县境内止于深圳路。沿路有合肥市明珠小学、合肥市公安局经济技术开发区分局、合肥皖智高级中学莲花校区、莲花广场、合肥师范学院锦绣校区、合肥港派河港区、莲花公园等。

## 轨道交通
- █ 7号线：莲花路站